# Adriano Frassinelli
Adriano Frassinelli (Pieve di Cadore, 11 de abril de 1943) es un deportista italiano que compitió en bobsleigh en las modalidades doble y cuádruple.
Participó en los Juegos Olímpicos de Sapporo 1972, obteniendo una medalla de plata en la prueba cuádruple. Ganó una medalla de oro en el Campeonato Mundial de Bobsleigh de 1969.

## Palmarés internacional
| Juegos Olímpicos   | Juegos Olímpicos             | Juegos Olímpicos | Juegos Olímpicos |
| Año                | Lugar                        | Medalla          | Prueba           |
| ------------------ | ---------------------------- | ---------------- | ---------------- |
| 1972               | Sapporo (Japón)              | Medalla de plata | Cuádruple        |
| Campeonato Mundial |                              |                  |                  |
| Año                | Lugar                        | Medalla          | Prueba           |
| 1969               | Lake Placid (Estados Unidos) | Medalla de oro   | Doble            |